# Arvet från Shannara
Arvet från Shannara är en bokserie omfattande fyra böcker författade av Terry Brooks. Bokserien utspelar sig flera hundra år efter den första Shannara-trilogin.

## Bokserien
- Shannaras ättlingar
- Shannaras druid
- Shannaras alvdrottning
- Shannaras talismaner: De tre ättlingarna av Shannaras släkt Walker Boh, Wren och Par har slutfört sina uppdrag. Ärkeskurken Rimmer Dall som är skuggonernas ledare tänker förhindra saken. Par kommer att drabbas av det värsta ödet av alla nämligen att hans egen bror kommer bli Skuggon.